# فرودگاه پوکارا
 فرودگاه پوکارا (به انگلیسی: Pokhara Airport) یک فرودگاه همگانی با کد یاتا PKR است که یک باند فرود آسفالت دارد و طول باند آن ۱۴۳۳ متر است. این فرودگاه در کشور نپال قرار دارد و در ارتفاع ۸۲۷ متری از سطح دریا واقع شده است.

## شرکت‌های هواپیمایی و مقصدهای پروازی
| شرکت‌های هواپیمایی | مقصدهای پروازی          |
| ----------------- | ----------------------- |
| بودا ایر          | تریبهوان                |
| Gorkha Airlines   | جومسوم، تریبهوان        |
| نپال ایرلاینز     | جومسوم، تریبهوان، منانگ |
| Sita Air          | جومسوم، تریبهوان        |
| Simrik Airlines   | تریبهوان                |
| Tara Air          | جومسوم، تریبهوان        |
| Yeti Airlines     | تریبهوان                |